# Shakespeare in Love
Shakespeare in Love és una coproducció britànico-estatunidenca dirigida per John Madden, estrenada el 1998. S'ha doblat al català.
La cançó The Play & the Marriage és interpretada per Catherine Bott.

## Argument
La història es desenvolupa a Londres durant l'estiu de 1593. El jove poeta i dramaturg William Shakespeare s'esfondra sota els deutes. Ha promès al seu soci comanditari, Henslowe, de lliurar-li ràpidament una nova obra, Romeo i Ethel, la filla del pirata; en realitat encara no en té de títol. Té llavors la necessitat de trobar una musa, capaç de donar-li un nou impuls, tant professional com personal.
Lady Viola, que el venera pels seus sonets, somnia de trobar-lo i de fer-se actriu, però el teatre és formalment prohibit a les dones. Decideix llavors disfressar-se d'home i aconsegueix obtenir el paper de Romeu. Shakespeare descobreix la trampa i la verdadera identitat del seu jove actor, ja que se n'enamora bojament.
D'aquest amor impossible naixeran les principals obres del jove dramaturg.

## Repartiment
- Joseph Fiennes: William Shakespeare
- Gwyneth Paltrow: Viola De Lesseps
- Simon Callow: Tilney
- Judi Dench: Reina Elisabet
- Geoffrey Rush: Philip Henslowe
- Ben Affleck: Ned Alleyn
- Tom Wilkinson: Hugh Fennyman
- Martin Clunes: Richard Burbage
- Colin Firth: Lord Wessex
- Imelda Staunton: Governanta
- Steve O'Donnell: Lambert
- Tim McMullen: Frees
- Steven Beard: Makepeace
- Antony Sher: Dr. Moth
- Patrick Barlow: Will Kempe
- Sandra Reinton: Rosaline
- Nicholas Boulton: Henry Condell
- Rupert Everett: Christopher Marlowe (no surt als crèdits)

## Premis i nominacions

### Premis
- Oscars de 1999:
  - millor pel·lícula
  - millor actriu per Gwyneth Paltrow
  - millor actriu secundària per Judi Dench
  - millor guió original per Marc Norman i Tom Stoppard
  - millor direcció artística per Matin Childs, i Jill Quertier
  - millor vestuari
  - millor banda sonora

- BAFTA de 1999:
  - millor pel·lícula
  - millor muntatge
  - millor actriu secundària per Judi Dench

- Globus d'Or de 1999:
  - millor pel·lícula musical o còmica
  - millor guió
  - millor actriu musical o còmica per Gwyneth Paltrow

- Festival Internacional de Cinema de Berlín de 1999:
  - Os de Plata al millor guió per Marc Norman i Tom Stoppard

### Nominacions
- Oscars de 1999:
  - millor muntatge per David Gamble
  - millor maquillatge per Lisa Westcott, Veronica Brebner
  - millor so
  - millor fotografia
  - millor director
  - millor actor secundari

- BAFTA de 1999:
  - millor música, per Stephen Warbeck
  - millor fotografia, per Richard Greatrex
  - millor vestuari, per Sandy Powell
  - millor maquillatge i perruqueria, per Lisa Westcott
  - millor actor, per Joseph Fiennes
  - millor actor secundari, per Geoffrey Rush i Tom Wilkinson
  - millor actriu, per Gwyneth Paltrow
  - millor disseny de producció, per Martin Childs
  - millor guió original, per Marc Norman i Tom Stoppard
  - millor so, per Peter Glossop, John Downer, Robin O'Donoghue, i Dominic Lester
  - millor direcció, per John Madden

- Globus d'Or de 1999:
  - millor director per John Madden
  - millor actor secundari per Geoffrey Rush
  - millor actriu secundària per Judi Dench

- Festival Internacional de Cinema de Berlín de 1999:
  - Os d'Or per John Madden

- Grammys de 2000: a la millor banda sonora original, per Stephen Warbeck.